# 阿斯托螳属
阿斯托螳属（学名：Astollia）为棘眼螳科的一个属。

## 下属物种
本属包括以下物种：
- Astollia chloris Olivier, 1792